# Zagorska Mrežnica
Zagorska Mrežnica je rijeka koja izvire kod sela Desmerice i Ogulinsko Zagorje, udaljen od grada Ogulina 7,59 kilometara zračne linije i skuplja se u umjetno jezero Sabljaci. Iz jezera Sabljaci se tunelom odvodi do jezera Bukovnik i dalje do Hidroelektrane Gojak, tako da je njena voda preusmjerena u rijeku Dobru (Mrežnica je ostala bez otprilike 40 % svojeg bivšeg porječja). U vrijeme većeg vodostaja, Zagorska Mrežnica odlazi svojim prirodnim koritom prema Oštarijama u kojima ponire. Oko izvora Zagorske Mrežnice smjestilo se slikovito naselje Ogulinsko Zagorje, spominjano još u Urbaru Modruškom iz 1486. Iz izvora Zagorske Mrežnice najveći dio Ogulina se danas snabdijeva pitkom vodom. U okolici je veliki broj potoka nastanjenim riječnim rakovima i raznim vrstama ribe, jezera i jezerca. Najveće jezero je Šmitovo jezero, za koje je vezana narodna predaja prema kojoj je djevojku od zmaja spasio sveti Juraj, a otisak konjskog kopita sačuvan je na kamenu pokraj jezera. Kao i u ostalim dijelovima Ogulina i ovdje ima nekoliko špilja. Najpoznatija je Rupećica u kojoj je nađena čovječja ribica. Kada je 1955. projektom Hidroelektrane Gojak predviđena izgradnja dolinske pregrade kod sela Sabljaci i stvoreno umjetno jezero Sabljaci, Zagorska Mrežnica je nizvodno presušila.  Zbog pregrađivanja rijeke Zagorske Mrežnice došlo je i do presušivanje rijeke Tounjčice.
U izvoru Zagorske Mrežnice je istraženo i topografski snimljeno 1 134 metra kanala. Napravljen je speleološki nacrt, opsežna fotodokumentacija i video zapis. Utvrđeno je da je izvor bogato nalazište podzemne faune od čega su posebno značajne endemske vrste ogulinskog kraja, kao što je podzemna špiljska spužvica (lat. Eunapius subterraneus), jedinstvena u svijetu i rasprostranjena samo na ogulinskom području. Izvor je također stanište čovječje ribice (lat. Proteus anguinus), te nekoliko vrsta račića. Utvrđeno je da je značajno paleontološko i arheološko nalazište. U izvoru pronađeni su ostatci rimske amfore, te ostatci zuba slona i nosoroga. Stalnost i relativno konstantna količina vode na izvoru ukazuje da se izvor prihranjuje iz daljeg zaleđa, te da se radi podzemnim vodama čija je dubina određena položajem i dubinom nepropusne ili djelomično propusne podloge. Izvor se prihranjuje vodom temeljnicom iz područja Male Kapele, a puni se s 3 odvojena sistema polja s ponorima na nivou hidrogeološkog slijeva. Što znači da slijev izvora Zagorske Mrežnice čine 4 krška polja u zaleđu: Stajničko, Drežničko, Crnačko i Jasenačko polje. Po svojim dimenzijama je drugi po veličini topografski snimljen potopljeni speleološki objekt, a po morfologiji razgranati tip speleološkog objekta oblikovan erozijom vode i tektonikom.

## Umjetno jezero Sabljaci
Sabljaci je umjetno jezero udaljeno svega oko 3 kilometra od Ogulina. Jezero Sabljaci je umjetno stvoreno jezero u svrhu akumuliranja vode rijeke Zagorska Mrežnica za potrebe proizvodnje električne energije Hidroelektrane Gojak. Ovo jezero je tunelom povezano s jezerom Bukovnik udaljenim oko kilometar i pol, odakle se nastavlja tunel prema Hidroelektrani Gojak, udaljenoj oko desetak kilometara od Ogulina. Površina jezera Sabljaci je oko 170 hektara, pa zauzima jedanaesto mjesto u nizu jezera Hrvatske. Zbog toga ga mnogi zovu "Ogulinsko more". Na jezeru se održavaju preko ljeta "Jezerske igre", razni sportovi na vodi kao što su veslanje, jedrenje, plivanje i ronjenje, sportski ribolov i drugo. Rijeka Zagorska Mrežnica izvire u Ogulinkom Zagorju i skuplja se u umjetno jezero Sabljaci.

## Hidroelektrana Gojak
Hidroelektrana Gojak ili HE Gojak je protočna (točnije akumulacijsko/protočna) hidroelektrana koja ima brane na rijekama Ogulinskoj Dobri i Zagorskoj Mrežnici, a strojarnicu na Gojačkoj Dobri. Prema planovima na rijeci Dobri bi trebalo biti 5 hidroelektrana, a uz HE Gojak je 2010. puštena u rad i HE Lešće. Ukupna instalirana snaga HE Gojak je 55,5 MW (3 Francisove turbine x 18,5 MW iz 1959. i obnovljene 2006.). Raspoloživi konstruktivni pad vode je 118 metara. Ukupni instalirani volumni protok je 57 m3/s (3 x 19 m3/s). Srednja godišnja proizvodnja električne energije je 191 GWh, dok je masimalna proizvodnja bila 280 GWh (2010.). HE Gojak je puštena u pogon 1959.
Bukovnik je umjetno jezero koje se nalazi na rijeci Dobri (Gornja Dobra ili Ogulinska Dobra), nešto prije nego što ponire u Đulinom ponoru. Naime, negdje oko jedan kilometar udaljeno od centra Ogulina na rijeci Dobri je podignuta brana, te je na taj način stvoreno još jedno umjetno jezero. Iz tog jezera se kanalima dugima i do 30 kilometara voda odvodi do Hidroelektrane Gojak, gdje pomoću nje dobivamo električnu energiju. Na jezeru Bukovnik je dozvoljen ribolov je tokom cijele godine uz poštovanje lovostaja za pojedine vrste ribe: kalifornijska pastrva, šaran, linjak i amur.